# أحمد النجعي
أحمد شاعر النجعي لاعب كرة قدم سعودي و يلعب في الوسط و يلعب حالياً مع نادي أحد السعودي.

## مسيرة اللاعب
مثل نادي الهلال في الفئات السنية و انتقل إلى الفيصلي و أعاره الفيصلي إلى نادي العروبة عام 2017 و بعدها انتقل إلى نادي أبها في عام 2018 و انتقل إلى نادي الحزم عام 2020 وانتقل إلى نادي أحد في عام 2023.

## روابط خارجية
- أحمد النجعي على موقع Soccerway.com (الإنجليزية)
- أحمد النجعي على موقع كووورة